# 马鲁万·费莱尼
馬鲁萬·費蘭尼-巴基维（法語：Marouane Fellaini-Bakkioui；1987年11月22日—），已退役的比利時足球運動員，同时拥有摩洛哥国籍，司職中場。

## 生平
費蘭尼入選了U23國家隊參加2008年北京奧運，參加分組賽後，被球會標準列日召回參加歐聯外圍賽對利物浦的賽事。他在兩場賽事表現出色，兩場比場均在法定時間內逼平利物浦，在加時賽才落敗。
2008年9月，他離開標準列治加盟英超愛華頓，簽約五年，轉會費1500萬英鎊，打破球會紀錄。費蘭尼獲發25號球衣。
2013年9月2日，费莱尼在转会窗口截止前最后时刻加盟英超豪门曼联斯特联队，转会费2750万英镑，身披31号球衣。
2015/16賽季起，費蘭尼改穿27號球衣。
2019年2月，费莱尼由1200万欧元从曼联转会至山东鲁能泰山足球俱乐部，并在首秀中打入一球。之后还担任过山东泰山队长。
2024年2月3日，费莱尼在个人社交媒体宣布退役。

## 榮譽
標準列治
- 比利時足球甲級聯賽：2007–08

曼聯
- 英格蘭足總盃冠軍：2015–16
- 英格蘭联赛盃冠軍：2016–17
- 英格蘭社區盾冠軍：2016
- 歐霸盃冠軍：2016–17

山东泰山
- 中国足球超级联赛冠军：2021
- 中国足协杯：2020、2021、2022

比利時國家隊
- 國際足協世界盃季軍：2018

### 個人
- 比利時烏木靴獎（英语：Belgian Ebony Shoe）：2008年[5]